# Hadroneura occidentalis
Hadroneura occidentalis är en tvåvingeart som först beskrevs av Sherman 1921.  Hadroneura occidentalis ingår i släktet Hadroneura och familjen svampmyggor.
Artens utbredningsområde är British Columbia. Inga underarter finns listade i Catalogue of Life.